# Gaston de Ludre
Gaston de Ludre (Paris, 16 août 1830 - Paris, 4 mai 1897) est un publiciste et historien français.

## Biographie
De son mariage avec Hedwige de Beauvau-Craon, il eut :
- Fery de Ludre, député de Meurthe-et-Moselle.

## Œuvres
- Jean-Léonard de Bourcier de Montureux, 1896
- Histoire d’une famille de la chevalerie lorraine, 1895
- Journal d'un ouvrier, 1894
- Histoire d'une famille de la chevalerie lorraine, 1893-1894, prix Thérouanne de l'Académie française en 1895
- Napoléon IV, 1868
- Dix années à la cour de Georges II, 1727-1737, 1860

## Sources
- Paul d'Arbois de Jubainville, "Ludres (Gaston-Alexandre-Louis-Théodore FERRI, Comte de)", in Dictionnaire biographique lorrain, 2003